# EA Phenomic

Phenomic-Game-Development-Logo (2003–2005)

EA Phenomic, ursprünglich gegründet als Phenomic Game Development, war ein deutsches Entwicklungsstudio für Computerspiele. Es wurde bekannt durch die Entwicklung der Spellforce-Reihe. Ab 2006 war das Unternehmen Teil des EA-Konzerns, 2013 erfolgte die Schließung.

## Firmengeschichte
Phenomic wurde 1997 mit Sitz in Ingelheim am Rhein von Volker Wertich unter dem Namen Phenomic Game Development gegründet. Wertich hatte sich bereits als Erfinder und kreativer Kopf der erfolgreichen Die-Siedler-Serie einen Ruf erworben und war beim ersten und dritten Teil der Serie maßgeblich an der Entwicklung beteiligt.
Im August 2006 wurde Phenomic Game Development vom US-Publisher Electronic Arts übernommen und firmierte seitdem unter dem Namen EA Phenomic. In der Konzernstruktur war EA Phenomic dem schwedischen Entwicklungsstudio Digital Illusions CE zugeordnet. EA Phenomic war das erste Studio, das von Electronic Arts in Europa außerhalb von Großbritannien übernommen wurde. Kurze Zeit nach dieser Übernahme gab der US-Publisher den Erwerb aller Aktien von Digital Illusions CE bekannt.
Electronic Arts kündigte an, dass sich EA Phenomic nach der Übernahme auf die Erstellung von Online-Echtzeit-Strategiespielen konzentrieren wird.
Im Juli 2013 wurde bekannt, dass EA das Studio geschlossen und die 60 Mitarbeiter entlassen hatte.

## Bedeutung
Neben Crytek gehörte EA Phenomic zu den wenigen deutschen Studios mit internationaler Bedeutung. Im Bereich der internationalen Kritiken gehörte Phenomic zu den erfolgreichsten deutschen Entwicklungsstudios. Von 2001 bis 2006 gab es nur zwei in Deutschland entwickelte PC-Spiele, die auf Metacritic.com eine höhere Durchschnittswertung erzielen konnten als SpellForce 2: Shadow Wars, nämlich Far Cry und Gothic.
Ein Novum in der SpellForce-Reihe ist die ungewöhnlich starke Vermischung von Elementen der Genres Echtzeitstrategie und Rollenspiel. Am 13. Dezember 2011 wurde bekannt, dass EA Phenomic das webbasierende Echtzeitstrategie-Free2Play-Spiel Command & Conquer: Tiberium Alliances entwickelt.

## Spiele
- 2003: Spellforce: The Order of the Dawn (Windows)
- 2004: Spellforce: Breath of Winter (Add-on, Windows)
- 2005: Spellforce: Shadow of the Phoenix (Add-on, Windows)
- 2006: SpellForce 2: Shadow Wars (Windows)
- 2007: Spellforce 2: Dragon Storm (Add-on, Windows)
- 2009: BattleForge (Windows)
- 2010: Lord of Ultima (Browsergame)
- 2011: Command & Conquer: Tiberium Alliances (Browsergame)

Von Phenomic wird zudem auf der offiziellen Website die Mitarbeit am ersten und dritten Teil der Die-Siedler-Reihe genannt. Der kreative Kopf hinter Phenomic ist Volker Wertich, der Erfinder der Die-Siedler-Reihe.

## Auszeichnungen

### Deutscher Entwicklerpreis
Die Auszeichnungen, die EA Phenomic im Rahmen des Deutschen Entwicklerpreises erhalten hat:
2006
Publikumswahl
- 2. Platz in der Kategorie: Bestes deutsches Rollenspiel (SpellForce 2: Shadow Wars)
- 2. Platz in der Kategorie: Bestes deutsches Strategiespiel (SpellForce 2: Shadow Wars)

Jurywahl
- 2. Platz in der Kategorie: Bestes deutsches Spiel (SpellForce 2: Shadow Wars)
- 3. Platz in der Kategorie: Beste Spiele-Grafiken (SpellForce 2: Shadow Wars)
- 3. Platz in der Kategorie: Bester Soundtrack/In-Game Sound (SpellForce 2: Shadow Wars)
- 2. Platz in der Kategorie: Beste Cutscenes/Intros (SpellForce 2: Shadow Wars)
- 2. Platz in der Kategorie: Bestes Game-/Leveldesign (SpellForce 2: Shadow Wars)

2005
- 3. Platz in der Kategorie: Bester Soundtrack/In-Game Sound (SpellForce: Shadow of the Phoenix)
- 3. Platz in der Kategorie: Beste Story/Spielwelt (SpellForce: Shadow of the Phoenix)
- 2. Platz in der Kategorie: Bestes Game-/Leveldesign (SpellForce: Shadow of the Phoenix)
- 2. Platz in der Kategorie: Bestes RPG-/Adventure-Spiel (SpellForce: Shadow of the Phoenix)

2004
- 1. Platz in der Kategorie: Bester Sound (SpellForce: Breath of Winter)
- 2. Platz in der Kategorie: Bestes Interface (SpellForce: Breath of Winter)
- 1. Platz in der Kategorie: Beste Cutscenes/Intros (SpellForce: Breath of Winter)
- 2. Platz in der Kategorie: Beste Cutscenes/Intros (SpellForce: The Order of Dawn)
- 2. Platz in der Kategorie: Beste Grafik (SpellForce: Breath of Winter)
- 2. Platz in der Kategorie: Midprice (SpellForce: Breath of Winter)